# Cecarria obtusifolia
Cecarria es un género monotípico de arbustos pertenecientes a la familia Loranthaceae. Su única especie: Cecarria obtusifolia (Merr.) Barlow, es originaria de Australia. 

## Taxonomía
Cecarria obtusifolia fue descrita por (Merr.) Barlow y publicado en Brittonia 25(1): 34, 28 en el año 1973. (23 Feb 1973)
Sinonimia
- Phrygilanthus obtusifolius Merr. nom. illeg. basónimo
- Muellerina obtusifolia (Merr.) Barlow